# Pooh
Pooh a fost o formație de muzică pop italiană formată din Roby Facchinetti, Dodi Battaglia, Red Canzian și Stefano D'Orazio ].   